# Ту-Ріверс (Вісконсин)
Ту-Ріверс (англ. Two Rivers) — місто (англ. city) в США, в окрузі Манітовок штату Вісконсин. Населення — 11 271 особа (2020).

## Географія
Ту-Ріверс розташований за координатами 44°9′13″ пн. ш. 87°34′35″ зх. д. / 44.15361° пн. ш. 87.57639° зх. д. (44.153686, -87.576430).  За даними Бюро перепису населення США в 2010 році місто мало площу 16,82 км², з яких 15,77 км² — суходіл та 1,05 км² — водойми.

### Клімат
| Клімат : Ту-Ріверс      | Клімат : Ту-Ріверс | Клімат : Ту-Ріверс | Клімат : Ту-Ріверс | Клімат : Ту-Ріверс | Клімат : Ту-Ріверс | Клімат : Ту-Ріверс | Клімат : Ту-Ріверс | Клімат : Ту-Ріверс | Клімат : Ту-Ріверс | Клімат : Ту-Ріверс | Клімат : Ту-Ріверс | Клімат : Ту-Ріверс | Клімат : Ту-Ріверс |
| Показник                | Січ.               | Лют.               | Бер.               | Квіт.              | Трав.              | Черв.              | Лип.               | Серп.              | Вер.               | Жовт.              | Лист.              | Груд.              | Рік                |
| Абсолютний максимум, °C | 11,7               | 13,9               | 25,0               | 28,9               | 32,8               | 36,1               | 36,1               | 36,1               | 35,6               | 30,0               | 24,4               | 16,7               | 36,1               |
| Середній максимум, °C   | −2,8               | −1,1               | 3,3                | 9,4                | 15,0               | 20,6               | 23,9               | 23,9               | 19,4               | 12,8               | 6,1                | −0,6               | 10,9               |
| Середній мінімум, °C    | −11,1              | −9,4               | −4,4               | 1,7                | 6,7                | 11,7               | 15,6               | 15,6               | 11,7               | 5,0                | −1,1               | −7,8               | 2,9                |
| Абсолютний мінімум, °C  | −33,3              | −32,2              | −27,2              | −12,8              | −4,4               | 1,7                | 4,4                | 5,6                | −1,7               | −7,2               | −22,2              | −29,4              | −33,3              |
| Норма опадів, мм        | 40                 | 36                 | 51                 | 74                 | 79                 | 87                 | 78                 | 82                 | 81                 | 62                 | 58                 | 43                 | 772                |
| ----------------------- | ------------------ | ------------------ | ------------------ | ------------------ | ------------------ | ------------------ | ------------------ | ------------------ | ------------------ | ------------------ | ------------------ | ------------------ | ------------------ |
| Джерело:                |                    |                    |                    |                    |                    |                    |                    |                    |                    |                    |                    |                    |                    |

## Демографія
Згідно з переписом 2010 року, у місті мешкало 11 712 осіб у 5119 домогосподарствах у складі 3156 родин. Густота населення становила 696 осіб/км².  Було 5698 помешкань (339/км²).
Расовий склад населення:
| - 94,5 % — білих - 2,4 % — азіатів - 0,8 % — корінних американців - 0,5 % — чорних або афроамериканців |

До двох чи більше рас належало 1,2 %. Частка іспаномовних становила 1,9 % від усіх жителів.
За віковим діапазоном населення розподілялося таким чином: 21,6 % — особи молодші 18 років, 59,8 % — особи у віці 18—64 років, 18,6 % — особи у віці 65 років та старші. Медіана віку мешканця становила 43,4 року. На 100 осіб жіночої статі у місті припадало 95,6 чоловіків;  на 100 жінок у віці від 18 років та старших — 93,0 чоловіків також старших 18 років.
Середній дохід на одне домашнє господарство  становив 52 190 доларів США (медіана — 40 419), а середній дохід на одну сім'ю — 63 877 доларів (медіана — 53 659). Медіана доходів становила 42 038 доларів для чоловіків та 31 126 доларів для жінок. За межею бідності перебувало 10,7 % осіб, у тому числі 15,8 % дітей у віці до 18 років та 5,5 % осіб у віці 65 років та старших.
Цивільне працевлаштоване населення становило 5288 осіб. Основні галузі зайнятості: виробництво — 31,4 %, освіта, охорона здоров'я та соціальна допомога — 20,1 %, роздрібна торгівля — 9,2 %, мистецтво, розваги та відпочинок — 8,6 %.